# Donald John Pinkava
Dr. Donald John Pinkava (1933) es un botánico estadounidense, especializado en cactus y suculentas, y descubridor de algunas de sus variedades. Es profesor Emérito de la Universidad Estatal de Arizona (ASU).

## Honores

### Eponimia
- (Euphorbiaceae) Euphorbia pinkavana M.C.Johnst.[1]
- La abreviatura «Pinkava» se emplea para indicar a Donald John Pinkava como autoridad en la descripción y clasificación científica de los vegetales.[2]